# Pinacosaurus
Pinacosaurus (il cui nome significa "lucertola tavola") è un genere estinto di dinosauro ankylosauride vissuto nel Cretaceo superiore, circa 80-75 (Campaniano), in Mongolia e Cina.
La specie tipo, P. grangeri fu descritta nel 1933, mentre la seconda specie P. mephistocephalus fu descritta nel 1999, e si differenzia dalla specie tipo per i dettagli dell'armatura del cranio. Il Pinacosaurus è uno degli ankylosauridi meglio conosciuti grazie al gran numero di scheletri ritrovati, più di qualsiasi altro ankylosauro. Questi scheletri consistono prevalentemente in esemplari giovani che forse vivevano in branchi o in piccoli gruppi.
Pinacosaurus era un ankylosauro di media taglia, con una lunghezza di circa 5 metri per un peso di 1,9 tonnellate. Il suo corpo era piatto e largo, ma non così pesantemente costruito come in alcuni altri membri di ankylosaurino. La testa era protetta da piastre ossee, da cui il nome. Ogni narice era formata da una grande depressione, separata da altri tre e/o cinque fori più piccoli, il cui scopo è incerto. Il becco liscio e tagliente era perfetto per tagliare e strappare vegetali che poi venivano triturati da una batteria di piccoli denti. Il collo, la schiena e la coda erano ben protetti da una corazza di osteodermi, inoltre la coda possedeva una mazza ossea sulla punta con cui l'animale poteva difendersi dai predatori.

## Scoperta e denominazione

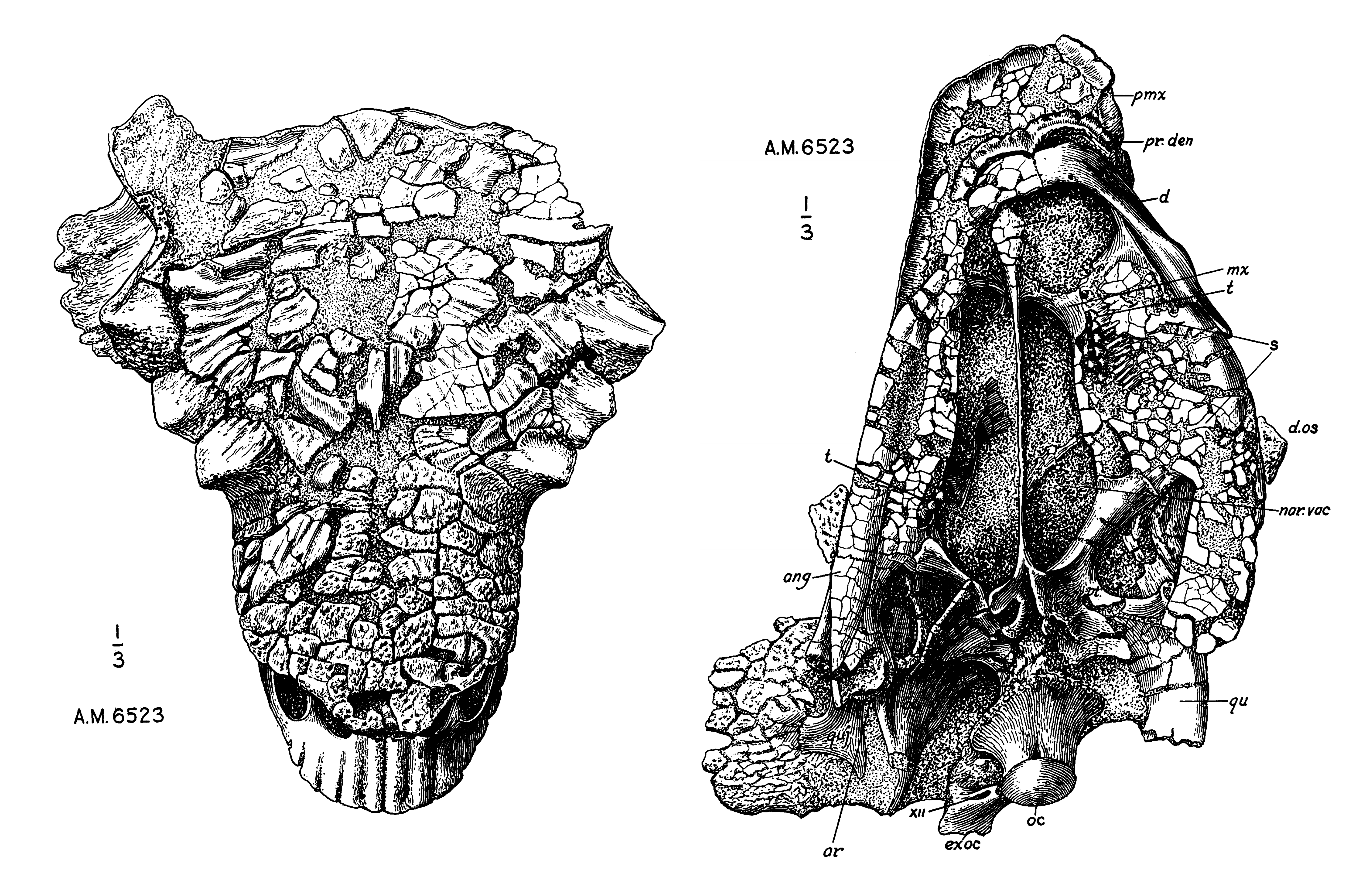
Cranio olotipo di P. grangeri

Negli anni '20 il Museo Americano di Storia Naturale sponsorizzò diverse spedizioni nell'Asia centrale, specificatamente nel deserto del Gobi, Mongolia. Tra i molti reperti fossili rinvenuti nelle "Flaming Cliffs" della Formazione Djadokhta a Shabarakh Usu (Bayn Dzak) vi erano gli esemplari originali di Pinacosaurus, rinvenuti da Walter W. Granger, nel 1923. Nel 1933, Charles Whitney Gilmore nominò e descrisse la specie tipo Pinacosaurus grangeri. Il nome generico deriva dal greco πίναξ/pinax ossia "asse" o "tavola", in riferimento ai piccoli osteodermi rettangolari che ricoprivano la testa dell'animale. Il nome specifico, grangeri, rende omaggio a Granger, che accompagnò la spedizione del 1923 come paleontologo. L'olotipo, AMNH 6523, venne ritrovato in uno strato della Formazione Djadokhta, risalente al Campaniano, ed è costituito da un cranio parzialmente schiacciato, mandibola, le prime due vertebre cervicali e ossa dermiche raccolte nel 1923. Il cranio olotipo rappresenta tutt'ora il più grande conosciuto dal genere.
Nel 1923, un sacro ben conservato con l'ileo destro attaccato e parte dell'asta presacrale, le vertebre caudali, un femore sinistro e uno scudo dermico vennero recuperati dal Gruppo Wangshi nello Shandong, Cina, da HC T'an e Otto Zdansky e furono descritti come Pinacosaurus cf. grangeri da Buffetaut (1995).
Grazie alla scoperta di numerosi esemplari fossili, Pinacosaurus rappresenta l'ankylosauro asiatico, o al mondo, più conosciuto e meglio rappresentato. Dall'originale Flaming Cliffs o Shabarakh Usu sono stati segnalati diversi altri fossili, tra cui l'esemplare ZPAL MgD II/1: uno scheletro quasi completo; ZPAL MgD II/9: uno scheletro postcraniale; ZPAL MgD II/31: il manico di una mazza caudale; e PIN 3780/3: un cranio; PIN 614: uno scheletro postcraniale quasi completo (originariamente nominato come Syrmosaurus viminocaudus); e forse MPC 100/1305, uno scheletro postcraniale erroneamente descritto nel 2011 come appartenente a Saichania. In un altro sito, Alag Teeg, ora considerato parte della Formazione Alagteeg , sono stati scoperti interi letti d'ossa di esemplari giovani riferiti a questo genere. Le spedizioni sovietico-mongole nel 1969 e nel 1970 riportarono la presenza di trenta scheletri. Le spedizioni mongolo-giapponesi ne aggiunsero altri trenta tra il 1993 e il 1998. Quaranta sono stati segnalati dalle spedizioni canadesi tra il 2001 e il 2006. Tuttavia, non tutti i resti sono stati dissotterrati ed è possibile che i rapporti di alcuni di questi esemplari si riferiscano in parte allo stesso materiale.

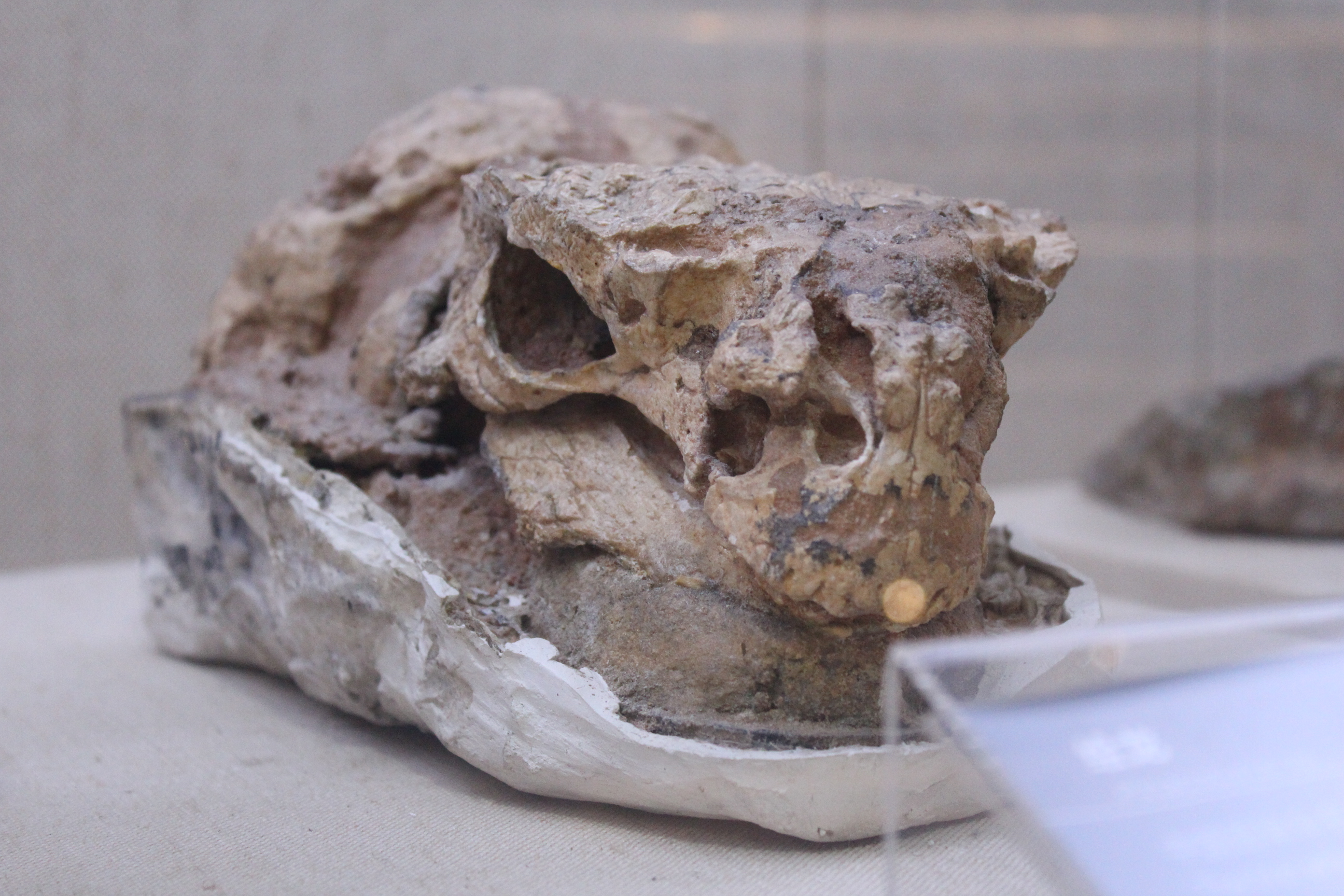
Cranio dell'esemplare IVPP V16853

Nella Mongolia Interna, presso la Formazione Bayan Mandahu, il Progetto Dinosauri Canada-Cina nel 1987, 1988 e 1990 rinvenne gli esemplari IVPP V16853: un cranio con semianelli cervicali; IVPP V16283: un cranio parziale, IVPP V16854: uno scheletro quasi completo; IVPP V16346: un cranio parziale; e IVPP V16855: uno scheletro. Altro materiale, ancora non descritto, comprendeva due ritrovamenti di diversi giovani rannicchiati insieme, evidentemente uccisi da una tempesta di sabbia o un altro disastro naturale. Mentre la maggior parte degli di scheletri di ankylosauro sono spesso conservati in posizione supina (sdraiati sulla schiena), la maggior parte degli esemplari di giovani Pinacosaurus sono stati ritrovati in posizione di riposo, con il ventre che poggiava al suolo e le gambe rannicchiate contro il corpo.
Grazie all'abbondanza di esemplari fossili ritrovati, la maggior parte dello scheletro degli esemplari giovani è ormai nota. Pinacosaurus fornisce soprattutto preziose informazioni sulla struttura del cranio degli ankylosauri, in quanto nei giovani l'armatura del cranio non si era ancora fusa con il cranio vero e proprio e sono ancora visibili le suture dei vari elementi. Gli studi moderni non hanno ancora coperto completamente l’abbondanza di dati. Un cranio giovanile ben conservato fu descritto da Teresa Maryańska nel 1971 e nel 1977. Nel 2003, Robert Hill studiò l'esemplare giovanile IGM 100/1014. Nel 2011, Currie pubblicò uno studio sulla mano e sul piede dell'animale, parti del corpo spesso conosciute in modo incompleto da ankylosauri. Lo stesso anno Michael Burns dedicò un articolo a quattro esemplari giovani rinvenuti nel Bayan Mandahu. Sempre nel 2011, lo scheletro postcraniale MPC 100/1305 è stato descritto in dettaglio, sebbene all'epoca l'esemplare venne riferito al genere Saichania. Più recentemente, Michael Burns e colleghi hanno descritto e illustrato il materiale originale di Alag Teeg proveniente dalle spedizioni sovietico-mongole del 1969 e 1970.

### Ulteriori specie e sinonimi

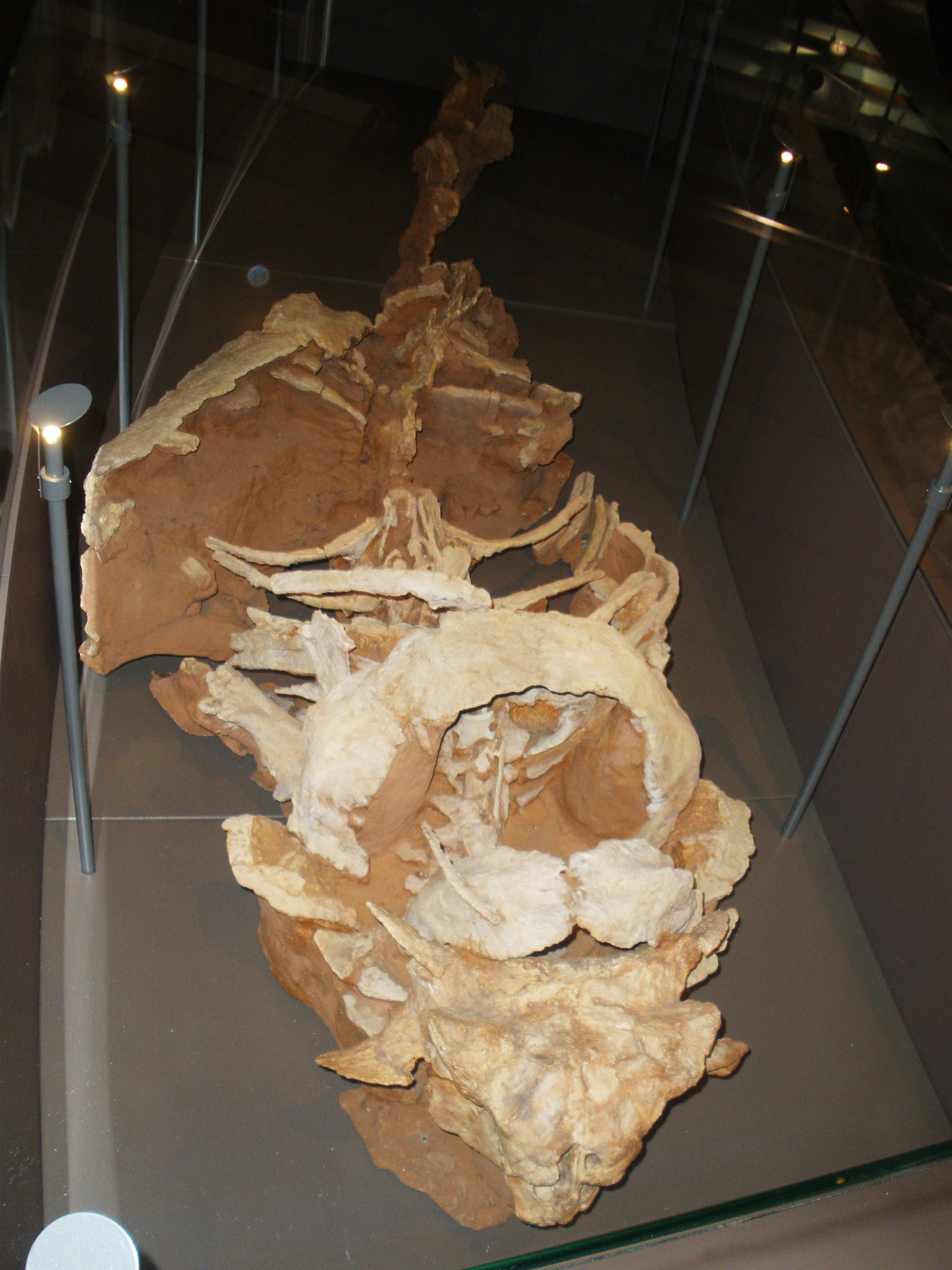
Esemplare olotipo di P. mephistocephalus

Nel 1935, Yang Zhongjian ("CC Young") scoprì un nuovo esemplare nella Provincia di Ningxia presso la Formazione Bayan Mandahu e lo descrisse come una nuova specie, Pinacosaurus ninghsiensis. Lo scheletro, piuttosto completo, attualmente non dispone di un numero di inventario; oggigiorno l'esemplare è considerato la stessa specie di P. grangeri. Lo stesso vale per resti frammentari, come l'esemplare PIN 614 descritto come Syrmosaurus viminocaudus da Evgenii Aleksandrovich Maleev, nel 1952. Arbor, Burns e Sissons (2009) consideravano Heishansaurus pachycephalus (il cui nome significa "lucertola della Montagna Nera dalla testa spessa") della Formazione Minhe, vicino a Heishan (="Montagna Nera"), Provincia di Gansu, nota grazie a frammenti cranici e postcranici scarsamente conservati, come un sinonimo junior di P. grangeri. La specie venne descritta per la prima volta nel 1953 come un pachycephalosauro ed è solitamente considerato un nomen dubium. Nel 2015, Arbor e Currie confermarono questa idea, confermando che si trattasse di un nomen dubium.
Nel 1996, una spedizione belga-cinese scoprì un grosso scheletro articolato nella Formazione Bayan Mandahu, nominandolo Pinacosaurus mephistocephalus (esemplare olotipo IMM 96BM3/1), da Pascal Godefroit et al., nel 1999. Il nome specifico è una contrazione del nome del demone Mefistofele e della parola greca κεφαλή/kephalè ossia "testa", in riferimento alle pronunciate corna squamosali che davano al cranio dell'animale un aspetto "diabolico". Nel 2010, Gregory S. Paul suggerì che P. mephistocephalus fosse un sinonimo junior di P. grangeri, ma la specie venne considerata valida da Robert Hill, nel 2012, sulla base delle corna "dermiche secondarie" (squamosali) e delle caratteristiche narici. Arbor e Michael Burns confermarono in seguito che la specie era valida. Nel 1995, Eric Buffetaut ascrissero i resti di un ankylosauro ritrovati nello Shandong a Pinacosaurus sp.

## Descrizione

Dimensioni di P. grangeri, rispetto a un uomo

Pinacosaurus è un erbivoro quadrupede di taglia media e dalla corporatura allungata e leggera, i cui individui completamente cresciuti raggiungono una lunghezza totale di 5 metri. Gregory S. Paul stimò la sua massa corporea a 1,9 tonnellata, mentre Thomas R. Holtz stimò che avesse la massa corporea di un cavallo. Lo scheletro postcraniale dell'esemplare PIN 614 misura 3,66 metri dalla prima vertebra cervicale all'estremità della coda.
Nel 2015, Arbor e Currie stabilirono alcuni tratti distintivi del genere. La corazza che ricopre il tetto del cranio dell'animale non è costituita da tegole distinte, le caputegulae, come quelle presenti nella maggior parte degli ankylosaurini, ma da una massa fusa. Gli individui adulti presentano un cranio più lungo che largo. Questo tratto è condiviso con i lontani parenti Gobisaurus e Shamosaurus, sebbene Pinacosaurus differisca da quest'ultimi possedendo un'apertura extra nella narice e una caputegola sporgente ed appuntita sulla parte prefrontale, diretta in avanti. Pinacosaurus differisce da Crichtonpelta anche per la mancanza di un bordo posteriore ornato del tetto del cranio e per la presenza di un corno sullo zigomo che non è ricurvo verso l'alto.
Arbor e Currie hanno anche fornito un elenco di tratti in cui P. grangeri e P. mephistocephalus differivano l'uno dall'altro. P. grangeri presenta una tacca nell'armatura del muso appena sopra l'apertura più interna della narice. P. mephistocephalus presenta corna squamosali che si estendono all'indietro oltre la parte posteriore del tetto del cranio, le cui punte rappresentano il punto più largo del cranio, invece dei bordi superiori delle orbite. P. mephistocephalus presenta anche un evidente restringimento trasversale del tetto del cranio a livello dei lacrimali, proprio davanti alle orbite. È stato suggerito che il tetto posteriore del cranio di P. mephistocephalus fosse più convesso, ma Arbor e Currie conclusero che essenzialmente aveva la stessa curvatura. L'olotipo di P. mephistocephalus presenta anche corna zigomatiche molto lunghe, sebbene un esemplare giovanile, MPC 100/1344, trovato come parte di un gruppo di P. grangeri, mostri un allungamento simile.

### Cranio

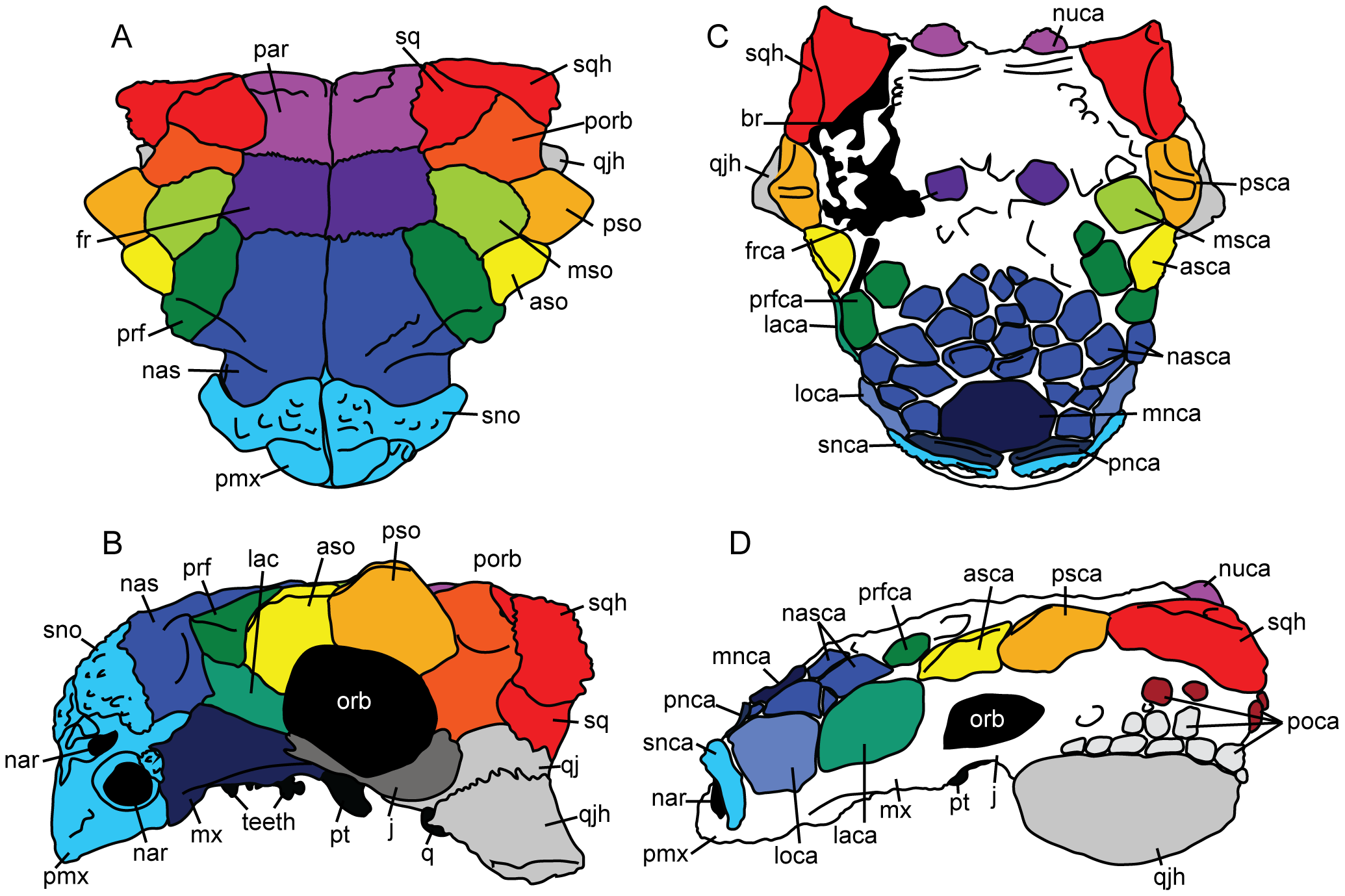
Il cranio di un giovane Pinacosaurus grangeri a sinistra, confrontato con quello di Anodontosaurus lambei

Il cranio degli individui adulti conosciuti hanno una lunghezza di circa 30 centimetri. Pinacosaurus presenta premascellari e ossa anteriori del muso eccezionalmente lisce, che formano il nucleo osseo della parte superiore del becco, che in vita era ricoperto da uno strato corneo. La mascella presenta circa quattordici denti. Un elemento tipico e notevole dei crani degli ankylosaurini è che la narice ha la forma di un grande "vestibolo nariale" in cui sono presenti diversi fori ovali più piccoli. In Pinacosaurus ce ne sono almeno tre per lato. Gilmore aveva già notato questa configurazione nell'esemplare originale. Per consentire un confronto tra i fori delle diverse specie di ankylosaurini, sono stati soprannominati "A", "B" e "C". Il foro superiore A sembra accedere al passaggio aereo principale della cavità nasale. In P. grangeri questo foro è visibile dall'alto attraverso una tacca nella corazza del muso, mentre in P. mephistocephalus la corazza sovrasta il foro. Lo schema delle aperture è caratteristico del genere: in Pinacosaurus il foro C è sotto il foro A e l'apertura B è sul lato inferiore esterno del vestibolo. Nei giovani Pinacosaurus il foro C sembra essere costituito da aperture secondarie più piccole di numero variabile: Godefroit et al. descrisse quattro paia di aperture in totale nel 1999, e nel 2003 fu descritto un esemplare giovanile con cinque paia di aperture. Le aperture C aggiuntive sono state denominate C2 e C3. La funzione precisa di questa disposizione non è chiara. Ci sono diverse camere nella premascella e nella mascella a cui sono collegati questi fori, ma è stato anche suggerito che alcuni fori extra siano il risultato di danni all'esemplare durante la fossilizzazione. Il numero maggiore nei giovani potrebbe essere spiegato dal fatto che i fogli di cartilagine all'interno dell'apertura nasale non si erano ancora ossificati.
Le suture visibili degli elementi del cranio negli esemplari giovanili hanno permesso per la prima volta di determinarne la loro precisa disposizione. Generalmente consistevano in forme semplici formate indistintamente. Diverse aperture del cranio, come la finestra antorbitale e la finestra temporale, apparentemente si chiudevano in età molto giovane poiché non sono più visibili nemmeno negli esemplari più giovani rinvenuti. Il corno squamoso non copre l'intero osso squamoso, creando l'illusione che davanti al corno sia presente un ulteriore osso del cranio. Maryańska, nel 1977, pensò che si trattasse di un osso tabulare, altrimenti sconosciuto in altri dinosauri, dimostrando che gli ankylosauri si erano evoluti indipendentemente dagli aetosauri, un'ipotesi oggi del tutto abbandonata. Godefroit, nel 1999, lo definì "squamosale dermico secondario". Un vero tratto distintivo è che il quadratogiugale tocca il postorbitale, mentre in altri Thyreophora di cui è nota la condizione, queste ossa sono separate dall'osso giugale. Solitamente si presume che questa configurazione non sia unica per Pinacosaurus, bensì una sinapomorfia degli Ankylosauridae nel loro insieme.
Nel 2015, è stato descritto un giovane esemplare che mostrava un complesso apparato osseo ioideo, o osseo della lingua, che comprendeva paraglossalia ai lati, primo e secondo ceratobranchiale accoppiati ed epibranchi superiori. Anche la struttura ossea suggeriva che al centro fosse presente un basiale cartilagineo. Il forte sviluppo dell'ioide indicherebbe la presenza di una lingua grande potente che compensava la dentatura poco sviluppata. È possibile che tutti i dinosauri avessero ossa della lingua così complesse, ma che queste ossa vanno perse durante la fossilizzazione. Tuttavia, alcune di queste ossa dell'esemplare furono successivamente reinterpretate come la laringe.

### Scheletro

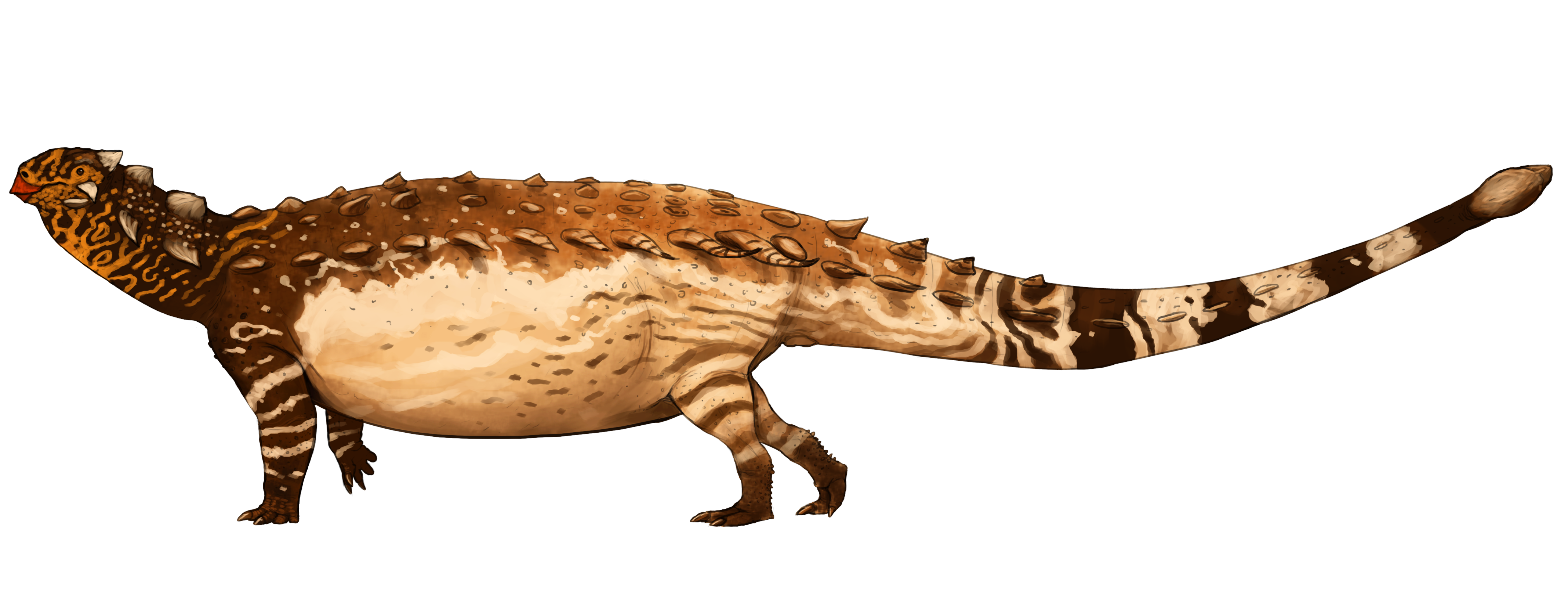
Ricostruzione artistica di P. grangeri

Lo scheletro postcraniale dei fossili conosciuti mostra che Pinacosaurus possedeva una corporatura allungata e piuttosto leggera. La maggior parte degli esemplari conosciuti, tuttavia, rappresentano esemplari giovani: anche l'esemplare IMM 96BM3/1, l'olotipo di P. mephistocephalus, non è più lungo di circa 3 metri. I giovani presentano quattro vertebre toraciche posteriori fuse in una "verga sacrale", tre vere vertebre sacrali e una base della coda formata da sette vertebre caudali che possedevano processi trasversali. Dietro queste sono presenti circa otto vertebre "libere", seguite da una ventina di vertebre irrigidite da sporgenze e che formano il "manico" della mazza caudale. Come tutti gli ankylosauridi, Pinacosaurus presentava una mazza ossea all'estremità della coda che probabilmente utilizzava come arma difensiva e offensiva contro i predatori e nei combattimenti intraspecifici. In tutti gli esemplari in cui è stata rinvenuta, la mazza caudale è relativamente piccola.
Il torace è allungato e molto piatto. Gli arti anteriori sono moderatamente robusti; l'olotipo di P. mephistocephalus presenta, invece, un omero e un'ulna abbastanza robusti. La mano è completamente conosciuta, il che è eccezionale tra gli ankylosauridi, possedendo cinque dita e la formula falangea è 2-3-3-3-2, il che significa che il dito più interno dell'arto anteriore aveva solo due ossa, il successivo ne aveva tre, ecc. I metatarsi sono strettamente appresi e mantenuti verticalmente, egli artigli erano a forma di zoccolo.

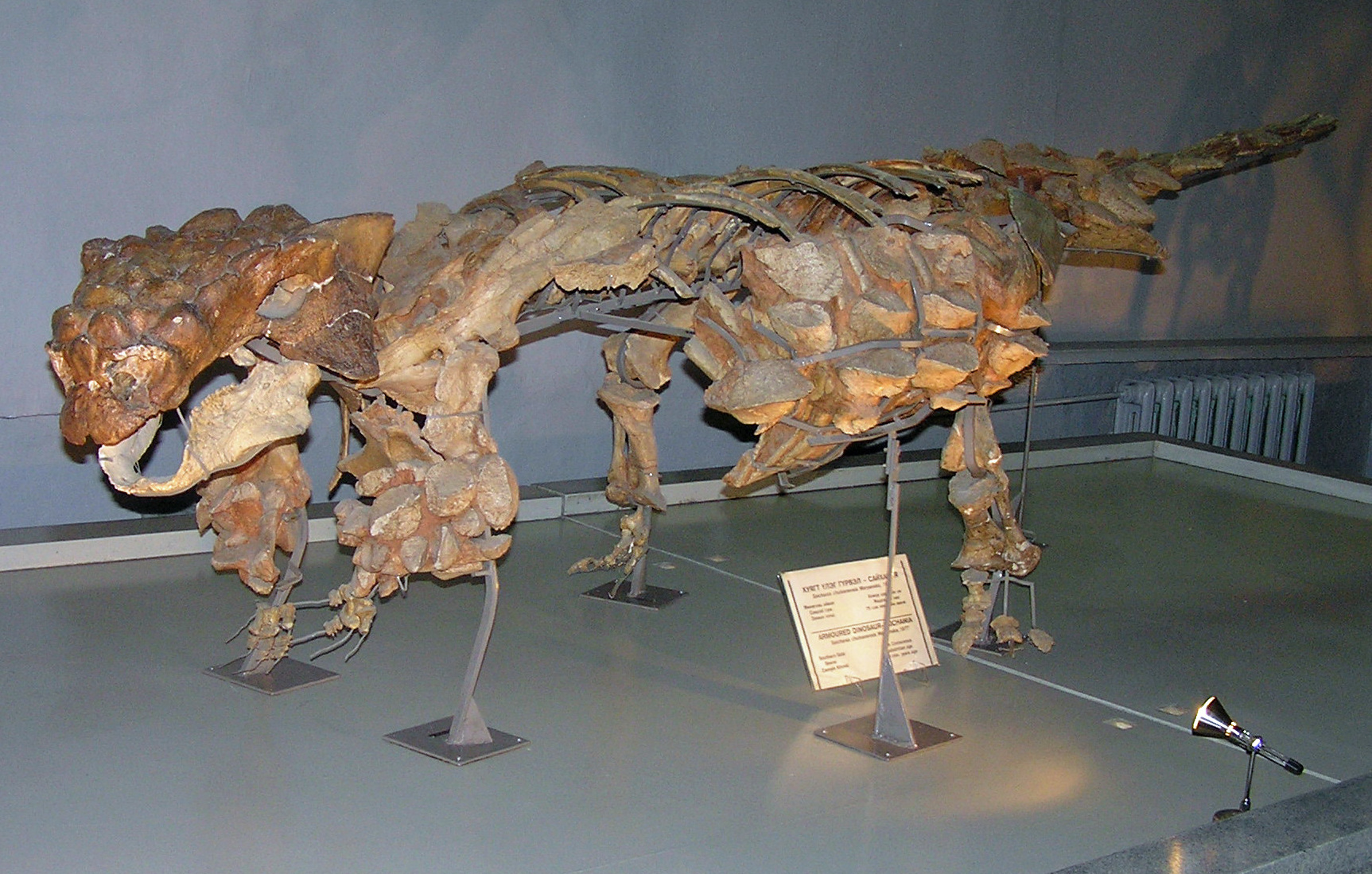
Esemplare MPC 100/1305 con il calco del cranio di Saichania, che mostra l'armatura dorsale e degli arti

Nel bacino, gli ileo si allargano fortemente verso l'esterno in avanti. L'ischio è sottile e curva in avanti. Gli arti posteriori sono moderatamente robusti. La tibia ha una parte inferiore ampia con condili ben formati. Currie ipotizzò quindi che la parte inferiore dell'arto posteriore si articolasse direttamente con il metatarso, essendo la parte interna dell'astragalo con l'intero calcagno assente o composto da elementi cartilaginei non ossificati. Come in tutti gli ankylosauridi conosciuti, il piede ha tre dita, non quattro come Maryańska ipotizzò nel 1977, fuorviata dall'esemplare danneggiato ZPAL MgD−II/9. La formula falangea delle dita dei piedi è variabile: la maggior parte degli individui presenta una formula falangea del piede di 0−3−3−4−0, ma alcuni esemplari possiedono una penultima falange extra nel terzo dito, risultando in 0-3-4-4-0, mentre altri mancano di un falange nel quarto dito, che determina una configurazione 0-3-3-3-0.
La configurazione della corazza, o osteodermi, del corpo è nota solo in parte: nessun singolo esemplare ne conserva un corredo completo. Ulteriori informazioni possono essere raccolte dall'esemplare più grande MPC 100/1305, un possibile esemplare di Pinacosaurus. Il collo è protetto da due semianelli cervicali, costituiti da segmenti rettangolari carenati fusi ad una fascia ossea sottostante. Questa fascia è completamente ossificata anche negli individui più giovani. Godefroit ipotizzò che Pinacosaurus differisse dalle altre specie nell'avere tre o quattro segmenti invece dei soliti sei, ma Arbor concluse che in realtà questi erano presenti in numero normale. I lati del dorso e della coda erano occupati da punte triangolari moderatamente lunghe, piatte, ricurve. Sul dorso erano presenti file parallele di osteodermi a chiglia ovale più piccoli. Lo "scudo sacrale", costituito da piastre fuse continue sull'anca presente in alcuni generi di ankylosauri, è completamente assente in Pinacosaurus.

## Classificazione
Originariamente collocato tra i Nodosauridae da Gilmore, Pinacosaurus è ora considerato un ankylosauride e un probabile membro di Ankylosaurinae. Come indicato da Thompson et al. (2012), la differenza nella posizione relativa delle due specie di Pinacosaurus tra le rispettive analisi, è influenzata dal fatto che i crani meglio conservati di P. grangeri provengono da individui giovani, mentre l'olotipo di P. mephistocephalus è un adulto con un cranio più lungo che largo, il che potrebbe causare una posizione più basale per quest'ultimo.
Il seguente cladogramma si basa sull'analisi filogenetica del 2015 degli Ankylosaurinae condotta da Arbor e Currie:
|  | Saichania                                              |
|  |                                                        |
|  | \| \| Tarchia \| \| \| \| \| \| Zaraapelta \| \| \| \| |
|  |                                                        |
|  | Tarchia                                                |
|  |                                                        |
|  | Zaraapelta                                             |
|  |                                                        |

|  | Tarchia    |
|  |            |
|  | Zaraapelta |
|  |            |

|  | Talarurus         |
|  |                   |
|  | Nodocephalosaurus |
|  |                   |

|  | Ankylosaurus   |
|  |                |
|  | Anodontosaurus |
|  |                |

|  | Scolosaurus |
|  |             |
|  | Ziapelta    |
|  |             |

|  | Ankylosaurus   |
|  |                |
|  | Anodontosaurus |
|  |                |

|  | Scolosaurus |
|  |             |
|  | Ziapelta    |
|  |             |

|  | Talarurus         |
|  |                   |
|  | Nodocephalosaurus |
|  |                   |

|  | Ankylosaurus   |
|  |                |
|  | Anodontosaurus |
|  |                |

|  | Scolosaurus |
|  |             |
|  | Ziapelta    |
|  |             |

|  | Ankylosaurus   |
|  |                |
|  | Anodontosaurus |
|  |                |

|  | Scolosaurus |
|  |             |
|  | Ziapelta    |
|  |             |

|  | Talarurus         |
|  |                   |
|  | Nodocephalosaurus |
|  |                   |

|  | Ankylosaurus   |
|  |                |
|  | Anodontosaurus |
|  |                |

|  | Scolosaurus |
|  |             |
|  | Ziapelta    |
|  |             |

|  | Ankylosaurus   |
|  |                |
|  | Anodontosaurus |
|  |                |

|  | Scolosaurus |
|  |             |
|  | Ziapelta    |
|  |             |

|  | Talarurus         |
|  |                   |
|  | Nodocephalosaurus |
|  |                   |

|  | Ankylosaurus   |
|  |                |
|  | Anodontosaurus |
|  |                |

|  | Scolosaurus |
|  |             |
|  | Ziapelta    |
|  |             |

|  | Ankylosaurus   |
|  |                |
|  | Anodontosaurus |
|  |                |

|  | Scolosaurus |
|  |             |
|  | Ziapelta    |
|  |             |

|  | Saichania                                              |
|  |                                                        |
|  | \| \| Tarchia \| \| \| \| \| \| Zaraapelta \| \| \| \| |
|  |                                                        |
|  | Tarchia                                                |
|  |                                                        |
|  | Zaraapelta                                             |
|  |                                                        |

|  | Tarchia    |
|  |            |
|  | Zaraapelta |
|  |            |

|  | Talarurus         |
|  |                   |
|  | Nodocephalosaurus |
|  |                   |

|  | Ankylosaurus   |
|  |                |
|  | Anodontosaurus |
|  |                |

|  | Scolosaurus |
|  |             |
|  | Ziapelta    |
|  |             |

|  | Ankylosaurus   |
|  |                |
|  | Anodontosaurus |
|  |                |

|  | Scolosaurus |
|  |             |
|  | Ziapelta    |
|  |             |

|  | Talarurus         |
|  |                   |
|  | Nodocephalosaurus |
|  |                   |

|  | Ankylosaurus   |
|  |                |
|  | Anodontosaurus |
|  |                |

|  | Scolosaurus |
|  |             |
|  | Ziapelta    |
|  |             |

|  | Ankylosaurus   |
|  |                |
|  | Anodontosaurus |
|  |                |

|  | Scolosaurus |
|  |             |
|  | Ziapelta    |
|  |             |

|  | Talarurus         |
|  |                   |
|  | Nodocephalosaurus |
|  |                   |

|  | Ankylosaurus   |
|  |                |
|  | Anodontosaurus |
|  |                |

|  | Scolosaurus |
|  |             |
|  | Ziapelta    |
|  |             |

|  | Ankylosaurus   |
|  |                |
|  | Anodontosaurus |
|  |                |

|  | Scolosaurus |
|  |             |
|  | Ziapelta    |
|  |             |

|  | Talarurus         |
|  |                   |
|  | Nodocephalosaurus |
|  |                   |

|  | Ankylosaurus   |
|  |                |
|  | Anodontosaurus |
|  |                |

|  | Scolosaurus |
|  |             |
|  | Ziapelta    |
|  |             |

|  | Ankylosaurus   |
|  |                |
|  | Anodontosaurus |
|  |                |

|  | Scolosaurus |
|  |             |
|  | Ziapelta    |
|  |             |

|  | Saichania                                              |
|  |                                                        |
|  | \| \| Tarchia \| \| \| \| \| \| Zaraapelta \| \| \| \| |
|  |                                                        |
|  | Tarchia                                                |
|  |                                                        |
|  | Zaraapelta                                             |
|  |                                                        |

|  | Tarchia    |
|  |            |
|  | Zaraapelta |
|  |            |

|  | Talarurus         |
|  |                   |
|  | Nodocephalosaurus |
|  |                   |

|  | Ankylosaurus   |
|  |                |
|  | Anodontosaurus |
|  |                |

|  | Scolosaurus |
|  |             |
|  | Ziapelta    |
|  |             |

|  | Ankylosaurus   |
|  |                |
|  | Anodontosaurus |
|  |                |

|  | Scolosaurus |
|  |             |
|  | Ziapelta    |
|  |             |

|  | Talarurus         |
|  |                   |
|  | Nodocephalosaurus |
|  |                   |

|  | Ankylosaurus   |
|  |                |
|  | Anodontosaurus |
|  |                |

|  | Scolosaurus |
|  |             |
|  | Ziapelta    |
|  |             |

|  | Ankylosaurus   |
|  |                |
|  | Anodontosaurus |
|  |                |

|  | Scolosaurus |
|  |             |
|  | Ziapelta    |
|  |             |

|  | Talarurus         |
|  |                   |
|  | Nodocephalosaurus |
|  |                   |

|  | Ankylosaurus   |
|  |                |
|  | Anodontosaurus |
|  |                |

|  | Scolosaurus |
|  |             |
|  | Ziapelta    |
|  |             |

|  | Ankylosaurus   |
|  |                |
|  | Anodontosaurus |
|  |                |

|  | Scolosaurus |
|  |             |
|  | Ziapelta    |
|  |             |

|  | Talarurus         |
|  |                   |
|  | Nodocephalosaurus |
|  |                   |

|  | Ankylosaurus   |
|  |                |
|  | Anodontosaurus |
|  |                |

|  | Scolosaurus |
|  |             |
|  | Ziapelta    |
|  |             |

|  | Ankylosaurus   |
|  |                |
|  | Anodontosaurus |
|  |                |

|  | Scolosaurus |
|  |             |
|  | Ziapelta    |
|  |             |

|  | Saichania                                              |
|  |                                                        |
|  | \| \| Tarchia \| \| \| \| \| \| Zaraapelta \| \| \| \| |
|  |                                                        |
|  | Tarchia                                                |
|  |                                                        |
|  | Zaraapelta                                             |
|  |                                                        |

|  | Tarchia    |
|  |            |
|  | Zaraapelta |
|  |            |

|  | Talarurus         |
|  |                   |
|  | Nodocephalosaurus |
|  |                   |

|  | Ankylosaurus   |
|  |                |
|  | Anodontosaurus |
|  |                |

|  | Scolosaurus |
|  |             |
|  | Ziapelta    |
|  |             |

|  | Ankylosaurus   |
|  |                |
|  | Anodontosaurus |
|  |                |

|  | Scolosaurus |
|  |             |
|  | Ziapelta    |
|  |             |

|  | Talarurus         |
|  |                   |
|  | Nodocephalosaurus |
|  |                   |

|  | Ankylosaurus   |
|  |                |
|  | Anodontosaurus |
|  |                |

|  | Scolosaurus |
|  |             |
|  | Ziapelta    |
|  |             |

|  | Ankylosaurus   |
|  |                |
|  | Anodontosaurus |
|  |                |

|  | Scolosaurus |
|  |             |
|  | Ziapelta    |
|  |             |

|  | Talarurus         |
|  |                   |
|  | Nodocephalosaurus |
|  |                   |

|  | Ankylosaurus   |
|  |                |
|  | Anodontosaurus |
|  |                |

|  | Scolosaurus |
|  |             |
|  | Ziapelta    |
|  |             |

|  | Ankylosaurus   |
|  |                |
|  | Anodontosaurus |
|  |                |

|  | Scolosaurus |
|  |             |
|  | Ziapelta    |
|  |             |

|  | Talarurus         |
|  |                   |
|  | Nodocephalosaurus |
|  |                   |

|  | Ankylosaurus   |
|  |                |
|  | Anodontosaurus |
|  |                |

|  | Scolosaurus |
|  |             |
|  | Ziapelta    |
|  |             |

|  | Ankylosaurus   |
|  |                |
|  | Anodontosaurus |
|  |                |

|  | Scolosaurus |
|  |             |
|  | Ziapelta    |
|  |             |

|  | Saichania                                              |
|  |                                                        |
|  | \| \| Tarchia \| \| \| \| \| \| Zaraapelta \| \| \| \| |
|  |                                                        |
|  | Tarchia                                                |
|  |                                                        |
|  | Zaraapelta                                             |
|  |                                                        |

|  | Tarchia    |
|  |            |
|  | Zaraapelta |
|  |            |

|  | Talarurus         |
|  |                   |
|  | Nodocephalosaurus |
|  |                   |

|  | Ankylosaurus   |
|  |                |
|  | Anodontosaurus |
|  |                |

|  | Scolosaurus |
|  |             |
|  | Ziapelta    |
|  |             |

|  | Ankylosaurus   |
|  |                |
|  | Anodontosaurus |
|  |                |

|  | Scolosaurus |
|  |             |
|  | Ziapelta    |
|  |             |

|  | Talarurus         |
|  |                   |
|  | Nodocephalosaurus |
|  |                   |

|  | Ankylosaurus   |
|  |                |
|  | Anodontosaurus |
|  |                |

|  | Scolosaurus |
|  |             |
|  | Ziapelta    |
|  |             |

|  | Ankylosaurus   |
|  |                |
|  | Anodontosaurus |
|  |                |

|  | Scolosaurus |
|  |             |
|  | Ziapelta    |
|  |             |

|  | Talarurus         |
|  |                   |
|  | Nodocephalosaurus |
|  |                   |

|  | Ankylosaurus   |
|  |                |
|  | Anodontosaurus |
|  |                |

|  | Scolosaurus |
|  |             |
|  | Ziapelta    |
|  |             |

|  | Ankylosaurus   |
|  |                |
|  | Anodontosaurus |
|  |                |

|  | Scolosaurus |
|  |             |
|  | Ziapelta    |
|  |             |

|  | Talarurus         |
|  |                   |
|  | Nodocephalosaurus |
|  |                   |

|  | Ankylosaurus   |
|  |                |
|  | Anodontosaurus |
|  |                |

|  | Scolosaurus |
|  |             |
|  | Ziapelta    |
|  |             |

|  | Ankylosaurus   |
|  |                |
|  | Anodontosaurus |
|  |                |

|  | Scolosaurus |
|  |             |
|  | Ziapelta    |
|  |             |

|  | Saichania                                              |
|  |                                                        |
|  | \| \| Tarchia \| \| \| \| \| \| Zaraapelta \| \| \| \| |
|  |                                                        |
|  | Tarchia                                                |
|  |                                                        |
|  | Zaraapelta                                             |
|  |                                                        |

|  | Tarchia    |
|  |            |
|  | Zaraapelta |
|  |            |

|  | Talarurus         |
|  |                   |
|  | Nodocephalosaurus |
|  |                   |

|  | Ankylosaurus   |
|  |                |
|  | Anodontosaurus |
|  |                |

|  | Scolosaurus |
|  |             |
|  | Ziapelta    |
|  |             |

|  | Ankylosaurus   |
|  |                |
|  | Anodontosaurus |
|  |                |

|  | Scolosaurus |
|  |             |
|  | Ziapelta    |
|  |             |

|  | Talarurus         |
|  |                   |
|  | Nodocephalosaurus |
|  |                   |

|  | Ankylosaurus   |
|  |                |
|  | Anodontosaurus |
|  |                |

|  | Scolosaurus |
|  |             |
|  | Ziapelta    |
|  |             |

|  | Ankylosaurus   |
|  |                |
|  | Anodontosaurus |
|  |                |

|  | Scolosaurus |
|  |             |
|  | Ziapelta    |
|  |             |

|  | Talarurus         |
|  |                   |
|  | Nodocephalosaurus |
|  |                   |

|  | Ankylosaurus   |
|  |                |
|  | Anodontosaurus |
|  |                |

|  | Scolosaurus |
|  |             |
|  | Ziapelta    |
|  |             |

|  | Ankylosaurus   |
|  |                |
|  | Anodontosaurus |
|  |                |

|  | Scolosaurus |
|  |             |
|  | Ziapelta    |
|  |             |

|  | Talarurus         |
|  |                   |
|  | Nodocephalosaurus |
|  |                   |

|  | Ankylosaurus   |
|  |                |
|  | Anodontosaurus |
|  |                |

|  | Scolosaurus |
|  |             |
|  | Ziapelta    |
|  |             |

|  | Ankylosaurus   |
|  |                |
|  | Anodontosaurus |
|  |                |

|  | Scolosaurus |
|  |             |
|  | Ziapelta    |
|  |             |

|  | Saichania                                              |
|  |                                                        |
|  | \| \| Tarchia \| \| \| \| \| \| Zaraapelta \| \| \| \| |
|  |                                                        |
|  | Tarchia                                                |
|  |                                                        |
|  | Zaraapelta                                             |
|  |                                                        |

|  | Tarchia    |
|  |            |
|  | Zaraapelta |
|  |            |

|  | Talarurus         |
|  |                   |
|  | Nodocephalosaurus |
|  |                   |

|  | Ankylosaurus   |
|  |                |
|  | Anodontosaurus |
|  |                |

|  | Scolosaurus |
|  |             |
|  | Ziapelta    |
|  |             |

|  | Ankylosaurus   |
|  |                |
|  | Anodontosaurus |
|  |                |

|  | Scolosaurus |
|  |             |
|  | Ziapelta    |
|  |             |

|  | Talarurus         |
|  |                   |
|  | Nodocephalosaurus |
|  |                   |

|  | Ankylosaurus   |
|  |                |
|  | Anodontosaurus |
|  |                |

|  | Scolosaurus |
|  |             |
|  | Ziapelta    |
|  |             |

|  | Ankylosaurus   |
|  |                |
|  | Anodontosaurus |
|  |                |

|  | Scolosaurus |
|  |             |
|  | Ziapelta    |
|  |             |

|  | Talarurus         |
|  |                   |
|  | Nodocephalosaurus |
|  |                   |

|  | Ankylosaurus   |
|  |                |
|  | Anodontosaurus |
|  |                |

|  | Scolosaurus |
|  |             |
|  | Ziapelta    |
|  |             |

|  | Ankylosaurus   |
|  |                |
|  | Anodontosaurus |
|  |                |

|  | Scolosaurus |
|  |             |
|  | Ziapelta    |
|  |             |

|  | Talarurus         |
|  |                   |
|  | Nodocephalosaurus |
|  |                   |

|  | Ankylosaurus   |
|  |                |
|  | Anodontosaurus |
|  |                |

|  | Scolosaurus |
|  |             |
|  | Ziapelta    |
|  |             |

|  | Ankylosaurus   |
|  |                |
|  | Anodontosaurus |
|  |                |

|  | Scolosaurus |
|  |             |
|  | Ziapelta    |
|  |             |

|  | Saichania                                              |
|  |                                                        |
|  | \| \| Tarchia \| \| \| \| \| \| Zaraapelta \| \| \| \| |
|  |                                                        |
|  | Tarchia                                                |
|  |                                                        |
|  | Zaraapelta                                             |
|  |                                                        |

|  | Tarchia    |
|  |            |
|  | Zaraapelta |
|  |            |

|  | Talarurus         |
|  |                   |
|  | Nodocephalosaurus |
|  |                   |

|  | Ankylosaurus   |
|  |                |
|  | Anodontosaurus |
|  |                |

|  | Scolosaurus |
|  |             |
|  | Ziapelta    |
|  |             |

|  | Ankylosaurus   |
|  |                |
|  | Anodontosaurus |
|  |                |

|  | Scolosaurus |
|  |             |
|  | Ziapelta    |
|  |             |

|  | Talarurus         |
|  |                   |
|  | Nodocephalosaurus |
|  |                   |

|  | Ankylosaurus   |
|  |                |
|  | Anodontosaurus |
|  |                |

|  | Scolosaurus |
|  |             |
|  | Ziapelta    |
|  |             |

|  | Ankylosaurus   |
|  |                |
|  | Anodontosaurus |
|  |                |

|  | Scolosaurus |
|  |             |
|  | Ziapelta    |
|  |             |

|  | Talarurus         |
|  |                   |
|  | Nodocephalosaurus |
|  |                   |

|  | Ankylosaurus   |
|  |                |
|  | Anodontosaurus |
|  |                |

|  | Scolosaurus |
|  |             |
|  | Ziapelta    |
|  |             |

|  | Ankylosaurus   |
|  |                |
|  | Anodontosaurus |
|  |                |

|  | Scolosaurus |
|  |             |
|  | Ziapelta    |
|  |             |

|  | Talarurus         |
|  |                   |
|  | Nodocephalosaurus |
|  |                   |

|  | Ankylosaurus   |
|  |                |
|  | Anodontosaurus |
|  |                |

|  | Scolosaurus |
|  |             |
|  | Ziapelta    |
|  |             |

|  | Ankylosaurus   |
|  |                |
|  | Anodontosaurus |
|  |                |

|  | Scolosaurus |
|  |             |
|  | Ziapelta    |
|  |             |

## Paleobiologia

### Dieta

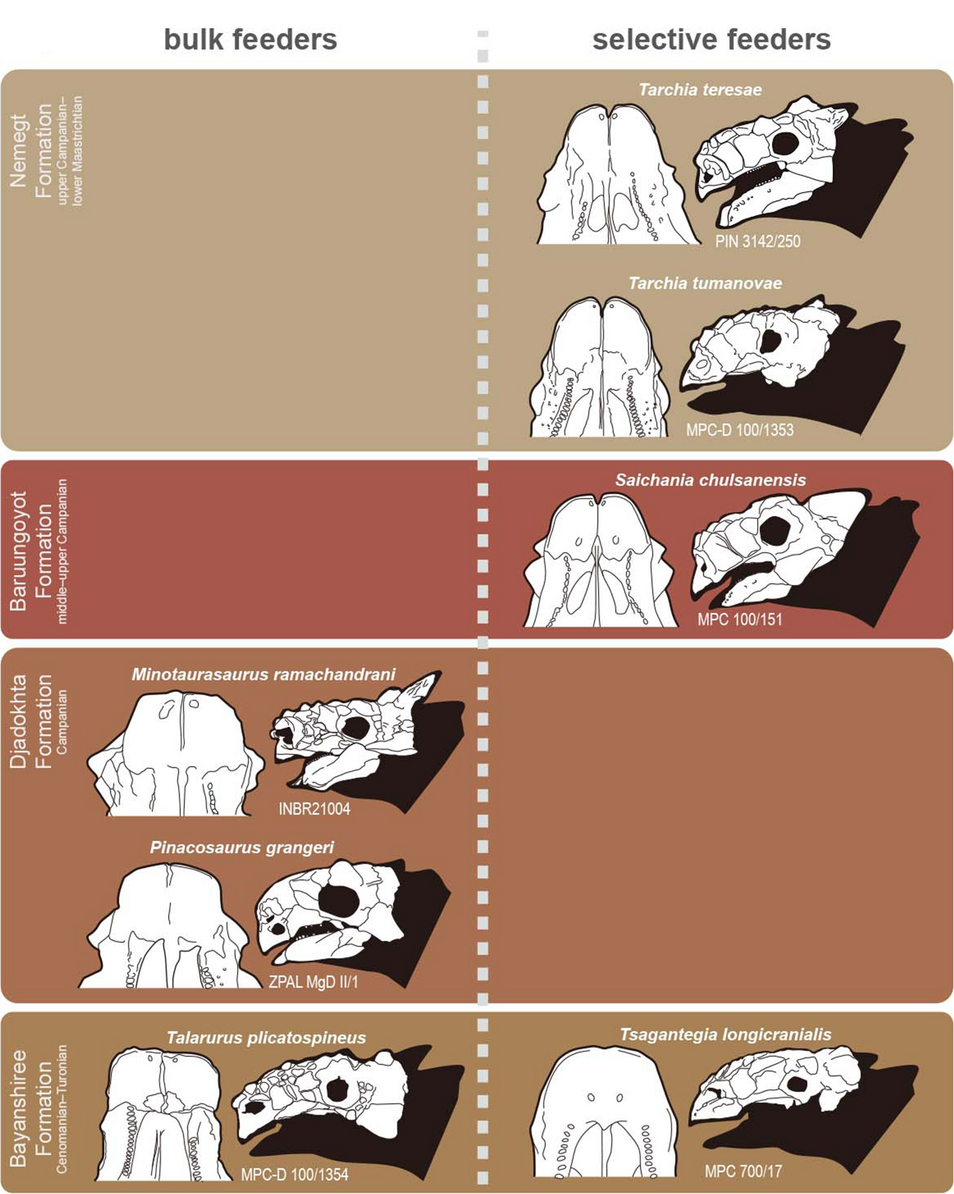
Morfologia del muso e dieta degli ankylosauridi mongoli; P. grangeri a sinistra

Un esemplare giovane di Pinacosaurus conserva grandi paraglossalia (ossa triangolari o cartilagini situate nella lingua) che mostrano segni di stress muscolare, e si pensa che questa fosse una caratteristica comune degli ankylosauri. Pinacosaurus e altri ankylosauri probabilmente facevano molto affidamento su lingue muscolose e hyobranchia (ossa della lingua) durante l'alimentazione, poiché i loro denti erano piuttosto piccoli e venivano sostituiti a un ritmo relativamente lento. Alcune moderne salamandre presentano ossa della lingua simili e usano lingue prensili per raccogliere il cibo. È possibile che Pinacosaurus, insieme ad altri ankylosauridi che mostrano simili adattamenti, avessero una dieta più varia di quanto si credesse in passato, non solo limitata a piante fibrose e legnose, ma anche composta da foglie dure e frutti polposi. La forte lingue potrebbe inoltre suggerire che questi animali potessero indugiare anche in un comportamento insettivoro, simile ai formichieri.

### Crescita

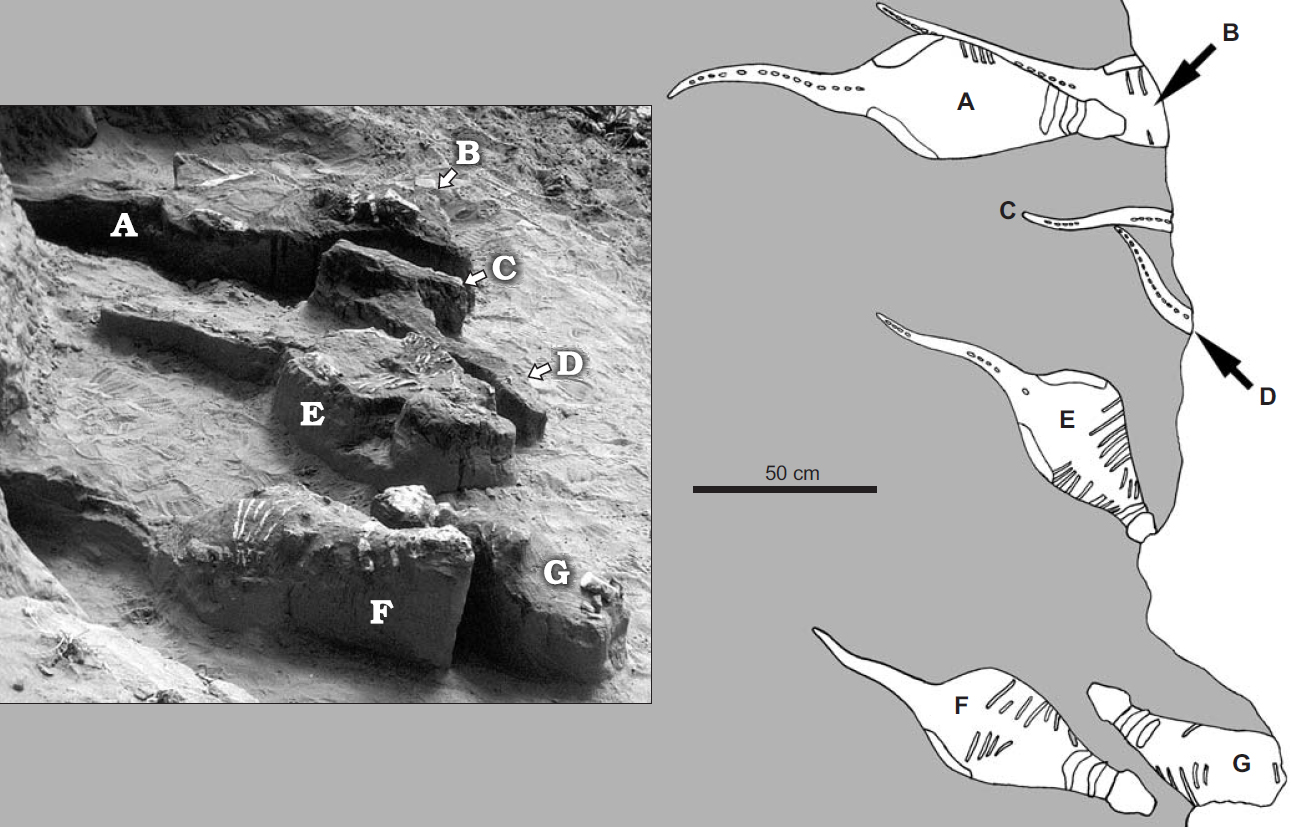
Mappa che mostra il ritrovamento di una mortalità di massa nella cava di Bayan Mandahu

Nel gruppo di esemplari giovani ritrovati insieme a Bayan Mandahu, gli individui erano tutti orientati nella stessa direzione, suggerendo che rappresentassero un vero e proprio branco in viaggio ucciso e simultaneamente coperto da una tempesta di sabbia o un altro disastro naturale. È interessante notare che i membri di tali gruppi hanno tutti più o meno la stessa età, avendo una lunghezza media di circa 1,5 metri. Ciò potrebbe spiegarsi con il fatto che gli individui più grandi fossero riusciti a liberarsi dalla sabbia, abbandonando gli esemplari più piccoli del branco, ma in tal caso è strano che non siano stati ritrovati animali molto giovani, in quanto il più piccolo era lungo circa un metro. La concentrazione di esemplari fossili di Alag Teeg è stata spiegata come causata dall'essicazione di una pozza d'acqua, ma ricerche successive hanno dimostrato che i sedimenti si erano depositati durante un'alluvione. Tali associazione suggeriscono che gli ankylosauri adulti fossero prevalentemente solitari, mentre gli esemplari più giovani si riunivano in piccoli gruppi o branchi, per protezione.
Durante il loro sviluppo ontogenetico, nei giovani dapprima le costole si fondevano con le vertebre, gli arti anteriori aumentavano notevolmente in robustezza, mentre gli arti posteriori non diventarono più grandi rispetto al resto dello scheletro, indicando che le braccia sopportavano la maggior parte del peso. Nei semianelli cervicali, la fascia ossea sottostante sviluppava escrescenze che la collegano agli osteodermi sottostanti, che simultaneamente si fondevano tra di loro. Sul cranio, le caputegole si ossificano dapprima in corrispondenza del muso e del bordo posteriore; gradualmente l'ossificazione si estendeva verso le regioni centrali. Sul resto del corpo il processo di ossificazione procedeva dal collo in direzione della coda.

### Vocalizzazioni

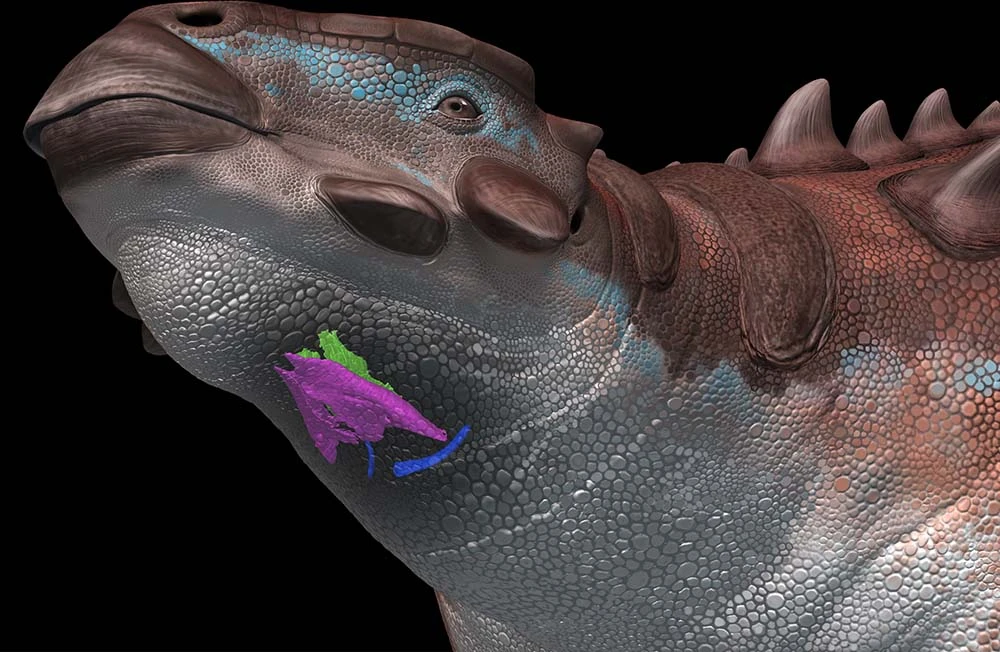
Ricostruzione della laringe in P. grangeri

Nel 2023, una laringe fossilizzata è stata descritta da un esemplare di P. grangeri da Norell e Yoshida et al. La laringe era composta da cartilagini cricoide e aritenoide, simili a quelle dei rettili non-aviari. Tuttavia la sua articolazione mobile cricoide-aritenoidea e le lunghe cartilagini aritenoidi avrebbero consentito una facile apertura della glottide, consentendo così un controllo del flusso d'aria simile a quello degli uccelli. Inoltre, le cartilagini erano ossificate, il che implica che l'ossificazione laringea è una caratteristica di alcuni dinosauri non-aviari. Questa struttura rappresenta il più antico esempio conosciuto di laringe conservato in un dinosauro e suggerisce che Pinacosaurus fosse probabilmente in grado di emettere vocalizzazioni forti, forse simili a quelle di un uccello.

## Paleoambiente
L'habitat di Pinacosaurus era costituito da un semi-deserto intervallato da oasi. L'ecosistema da cui provengono gli esemplari di Pinacosaurus sembra essere sprovvista di grandi teropodi predatori, sebbene fossero presenti teropodi più piccoli come Velociraptor. È stato suggerito che la corporatura relativamente leggera di Pinacosaurus fosse un adattamento per acquisire agilità e combattere meglio i piccoli teropodi, essendo la mazza moderatamente grande e abbastanza veloce da colpire questi bersagli agili e veloci.
Il resto della fauna dinosauriana della regione era composto da diversi gruppi di teropodi, come oviraptorosauri, dromaeosauridi, troodontidi, alvarezsauridi e halszkaraptorini. Gli ankylosauridi rappresentavano gli erbivori dominanti della regione, insieme ai piccoli protoceratopsidi Protoceratops, Udanoceratops e Bagaceratops. Uccelli, tartarughe, lucertole, coccodrilli e piccoli mammiferi abitavano la regione.